# ادوارد آر. پرسمن
ادوارد آر. پرسمن (انگلیسی: Edward R. Pressman؛ ۱۱ آوریل ۱۹۴۳ - ۱۷ ژانویهٔ ۲۰۲۳) تهیه‌کننده اهل ایالات متحده آمریکا بود.

## فیلم‌شناسی
- کلاغ: رستگاری
- وال استریت: پول هرگز نمی‌خوابد
- خز
- موج جرم و جنایت